# Piedade do Paraopeba
Piedade do Paraopeba é um distrito do município brasileiro de Brumadinho, no estado de Minas Gerais. Segundo o censo demográfico de 2022, realizado pelo Instituto Brasileiro de Geografia e Estatística (IBGE), sua população era de 4 924 habitantes e havia 1 844 domicílios particulares permanentes ocupados. Possui área de 108,88 km² conforme a Fundação João Pinheiro (FJP). Foi criado pelo Decreto da Regência de 14 de julho de 1832.

## Descrição
O distrito de Piedade do Paraopeba está localizado ao sul de Belo Horizonte, no sopé da histórica Serra da Moeda, no município de Brumadinho. Distando cerca de 35 quilômetros da capital, o acesso é pela BR-040. Da sede de Brumadinho, o distrito dista cerca de 20 quilômetros e o acesso é pela Estrada Municipal. Mesmo localizada tão próxima à capital, a região se mantém muito bem preservada, a exemplo do Parque Estadual do Rola Moça.
O entorno do distrito, passa por muitas transformações, mas ainda preserva áreas de mata atlântica e se prepara para receber turistas, mostrando sua história, cultura e as belezas e riquezas naturais.
Vimos pela data da chegada dos bandeirantes, pelos idos de 1674, que a Vila de Piedade do Paraopeba é mais antiga que Ouro Preto, Mariana, Sabará e todas as outras cidades históricas de Minas Gerais e que possui uma igreja pré-barroca, do período missionário – jesuítico, inaugurada em 1713.
Em Piedade do Paraopeba, distrito de Brumadinho, a devoção a Nossa Senhora da Piedade remonta às primeiras décadas do século XVIII. A imagem original que ocupa o altar mor da atual Matriz, entalhada em madeira, foi adquirida em Portugal em 1731. Chegou ao antigo arraial em uma liteira e ocupou seu lugar de honra na singela capelinha que se transformaria mais tarde numa das imponentes edificações religiosas da arquitetura colonial mineira, das primeiras décadas do século XVIII.